# Bremer Freimarkt

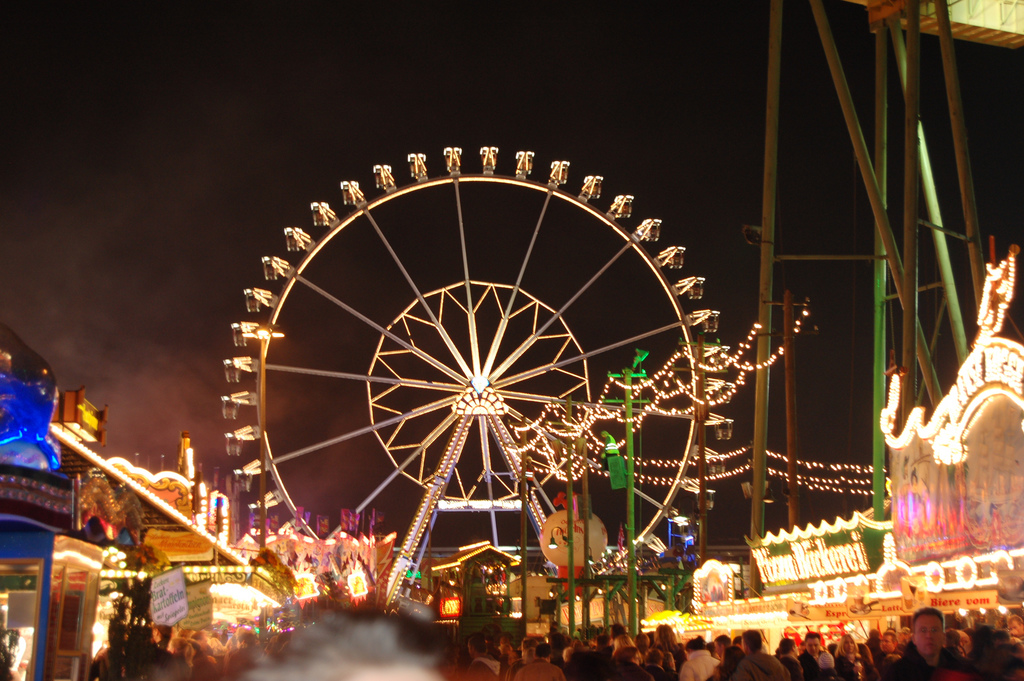
Het reuzenrad op de Bremer Freimarkt

De Bremer Freimarkt is een jaarlijks terugkerende volksfeest met kermis dat sinds 1035 in de Hanzestad Bremen plaatsvindt. Daarmee is het het oudste volksfeest van Duitsland. Dit zeventien dagen durende evenement trekt elk jaar meer dan vier miljoen bezoekers.
In de Bremer volksmond staat dit evenement bekend als ‘Die fünfte Jahreszeit’ (het vijfde seizoen). 